# Onoba exarata
Onoba exarata är en snäckart som först beskrevs av William Stimpson 1851.  Onoba exarata ingår i släktet Onoba och familjen Rissoidae. Inga underarter finns listade i Catalogue of Life.